# Tehsil
Tehsil, tahsil, tahasil, taluka e taluk sono termini tra loro equivalenti che indicano le amministrazioni locali di alcuni paesi del Subcontinente indiano.

## Etimologia
La scelta del termine è dettata più da consuetudini che da differenze semantiche: tehsil è più spesso utilizzato in Pakistan ed in alcuni Stati dell'India quali Uttar Pradesh, Uttarakhand, Himachal Pradesh e Madhya Pradesh mentre taluka o taluk è preferito in altri quali Maharashtra, Kerala, Tamil Nadu e Karnataka.

## Funzioni amministrative
Un tehsil è formato da una città principale che funge anche da sede amministrativa e da un numero variabile di altre città e villaggi meno importanti. In quanto governo locale un tehsil gode di una certa autonomia fiscale ed amministrativa e di governo sul territorio di competenza. In particolare ha la responsabilità sulle registrazioni catastali sui terreni e degli adempimenti amministrativi correlati. I suoi dipendenti sono noti come tehsildar o talukdar.

### India
È il terzo livello amministrativo locale dell'Unione indiana dopo gli Stati o territori e i distretti.
I tehsil facenti capo ad un dato distretto possono essere organizzati in piccoli gruppi chiamati sottodivisione (Pargana, Anuvibhag). In questo caso i tehsil sono il quarto livello.
L'entità governativa nota come panchayat samiti opera al livello dei tehsil.
I tehsil sono formati da più centri abitati o villaggi che a loro volta possono essere riuniti in raggruppamenti noti come hobli.
Negli stati di Andhra Pradesh e Telangana il termine mandal ha sostituito quello di tehsil.

### Pakistan
Ciascun tehsil fa parte di un distretto (Zillah) all'interno della provincia.